# Représentations diplomatiques du Mozambique

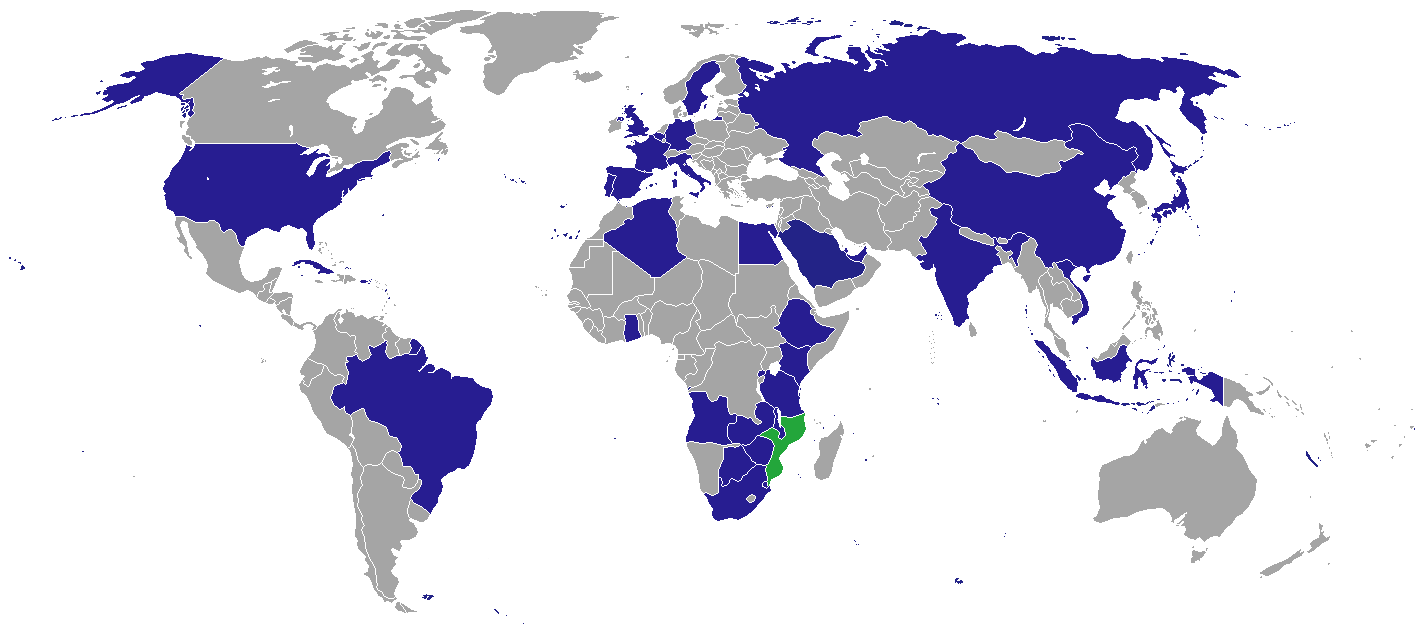
Missions diplomatiques du Mozambique.

Cet article liste les représentations diplomatiques du Mozambique à l'étranger, en excluant les consulats honoraires. Le Mozambique est l'unique ancienne colonie portugaise à être membre du Commonwealth of Nations.

## Afrique
- Afrique du Sud
  - Pretoria (haute commission)
  - Johannesburg (consulat général)
  - Le Cap (consulat)
  - Durban (consulat)
  - Nelspruit (consulat)
- Algérie
  - Alger (ambassade)
- Angola
  - Luanda (ambassade)
- Botswana
  - Gaborone (haute commission)
- Égypte
  - Le Caire (ambassade)
- Eswatini
  - Mbabane (haut-commissariat)
- Éthiopie
  - Addis-Abeba (ambassade)
- Ghana
  - Accra (haute commission)
- Kenya
  - Nairobi (haute commission)
- Malawi
  - Lilongwe (haute commission)
  - Blantyre (consulat général)
- Rwanda
  - Kigali (haute commission)
- Tanzanie
  - Dar es Salam (haute commission)
  - Zanzibar (consulat général)
- Zambie
  - Lusaka (haute commission)
- Zimbabwe
  - Harare (ambassade)
  - Mutare (consulat général)

## Amérique
- Brésil
  - Brasília (ambassade)
  - Belo Horizonte (consulat)
- Cuba
  - La Havane (ambassade)
- États-Unis
  - Washington (ambassade)

## Asie
- Chine
  - Pékin (ambassade)
  - Macao (consulat général)
- Émirats arabes unis
  - Abou Dabi (ville) (ambassade)
  - Dubai (consulat général)
- Inde
  - New Delhi (haute commission)
- Indonésie
  - Jakarta (ambassade)
- Japon
  - Tokyo (ambassade)
- Qatar
  - Doha (ambassade)
- Viêt Nam
  - Hanoï (ambassade)

## Europe
- Allemagne
  - Berlin (ambassade)
- Belgique
  - Bruxelles (ambassade)
- Espagne
  - Madrid (ambassade)
- France
  - Paris (ambassade)
- Italie
  - Rome (ambassade)
- Portugal
  - Lisbonne (ambassade)
  - Lisbonne (consulat général)
  - Porto (consulat général)
- Royaume-Uni
  - Londres (haute commission)
- Russie
  - Moscou (ambassade)
- Suède
  - Stockholm (ambassade)
- Vatican
  - Rome (ambassade)

## Organisations internationales
- Addis-Abeba (mission permanente auprès de l'Union africaine)
- Bruxelles (mission à l'Union européenne)
- Genève (mission permanente à l'ONU et d'autres organisations internationales)
- Lisbonne (mission à la Communauté des pays de langue portugaise)
- New York (mission permanente à l'ONU)
- Paris (mission permanente à l'UNESCO)

## Galerie

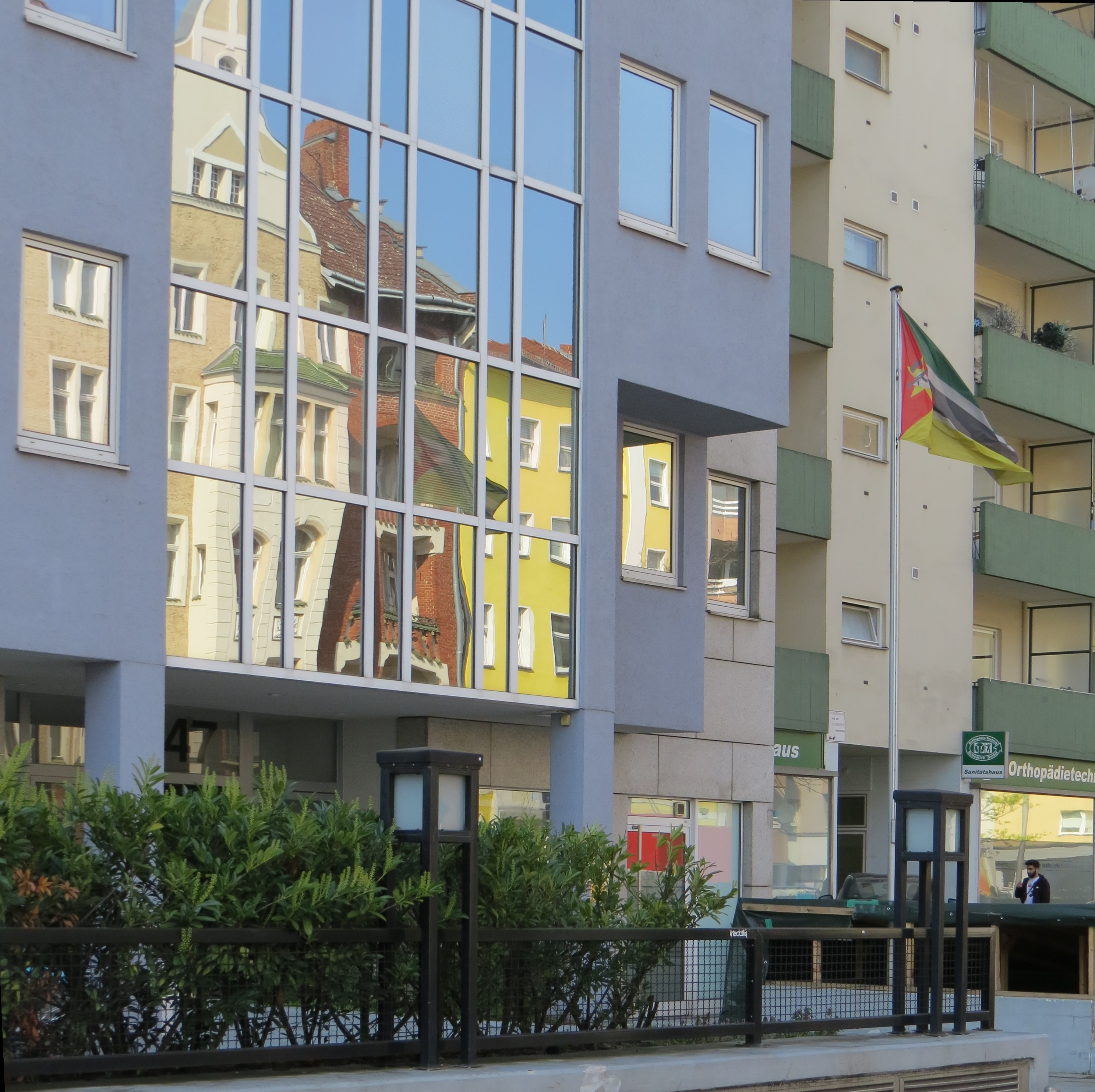
Ambassade à Berlin.
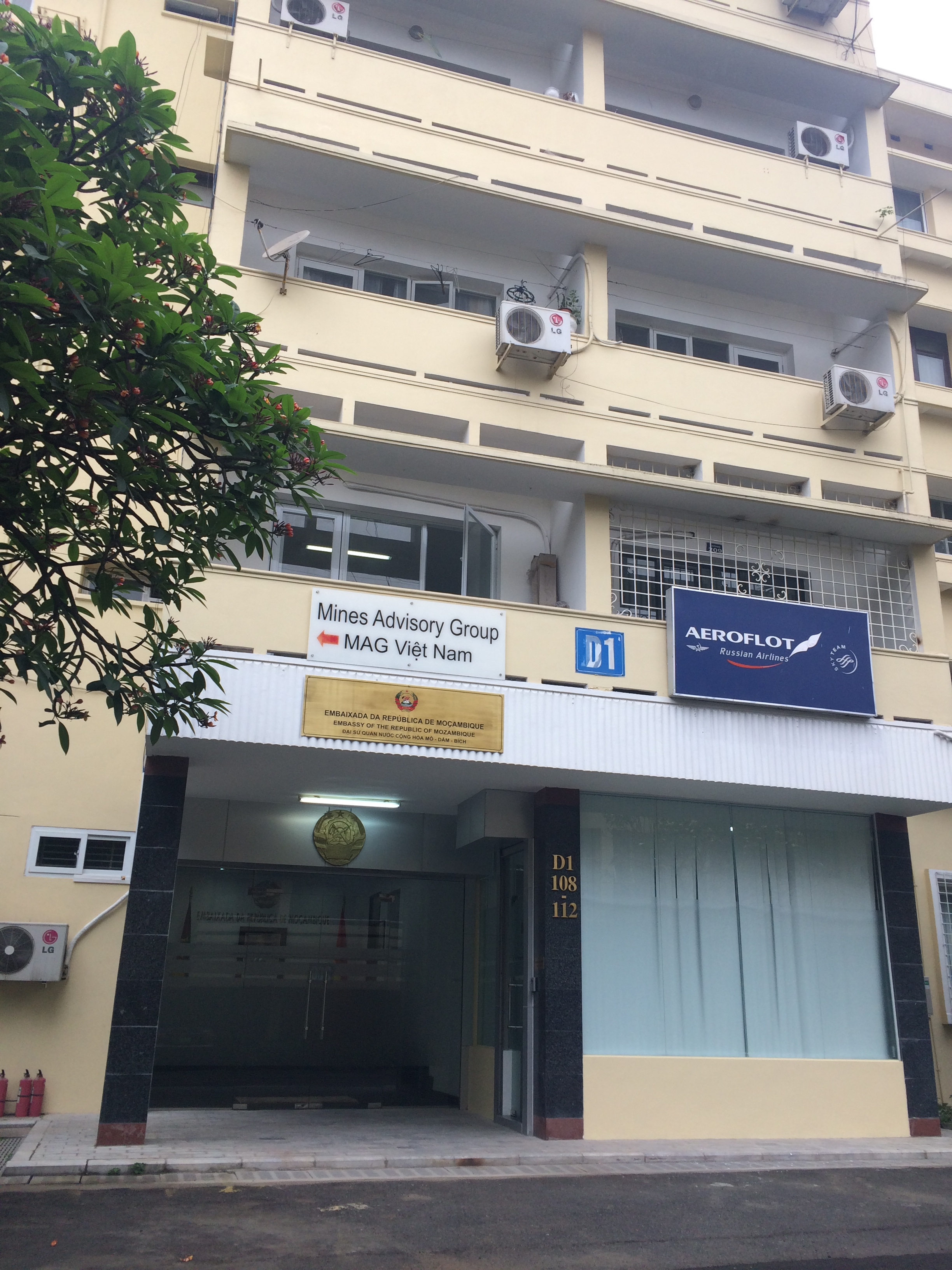
Ambassade à Hanoï.
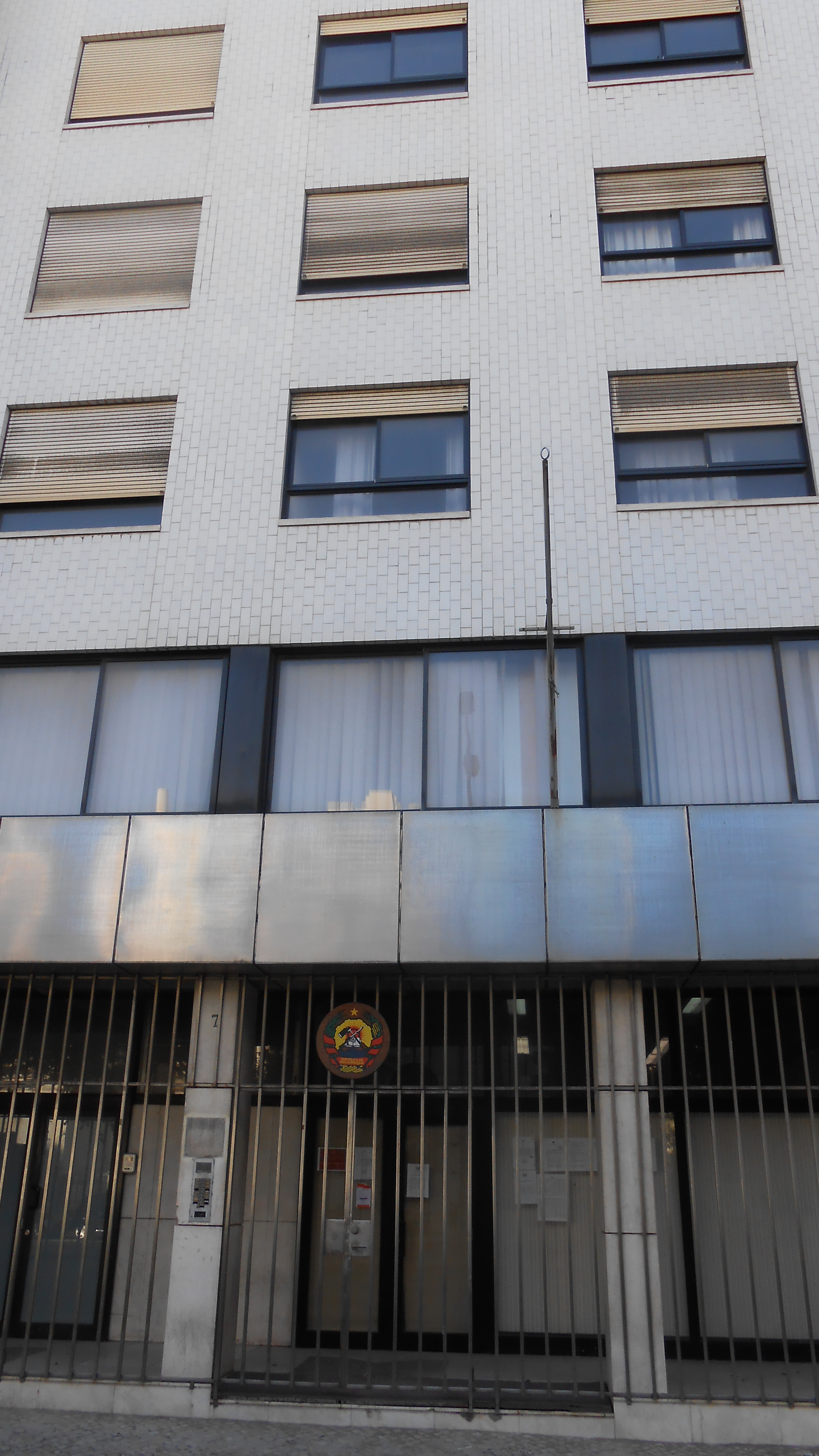
Ambassade à Lisbonne.
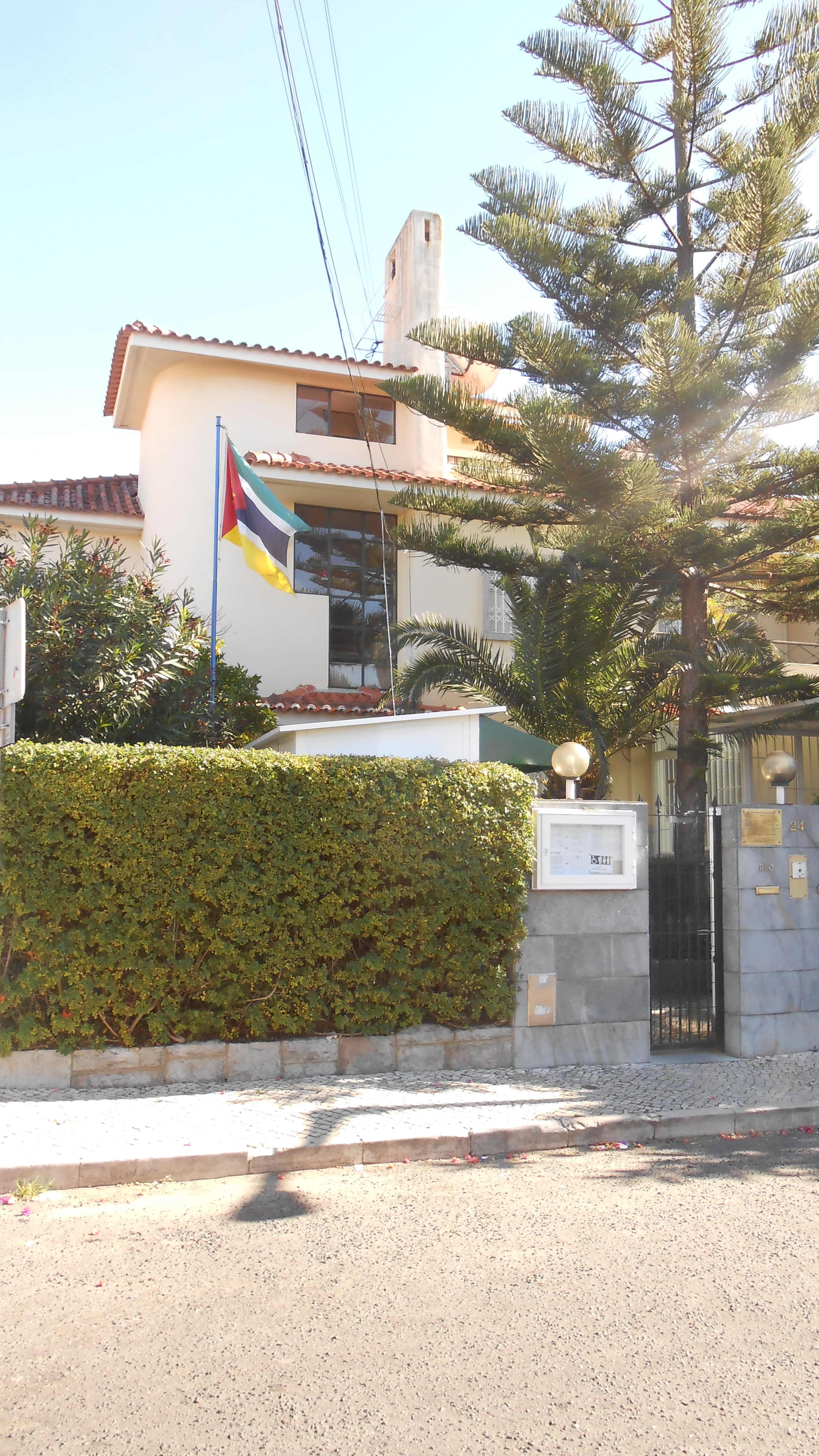
Consulat général à Lisbonne.
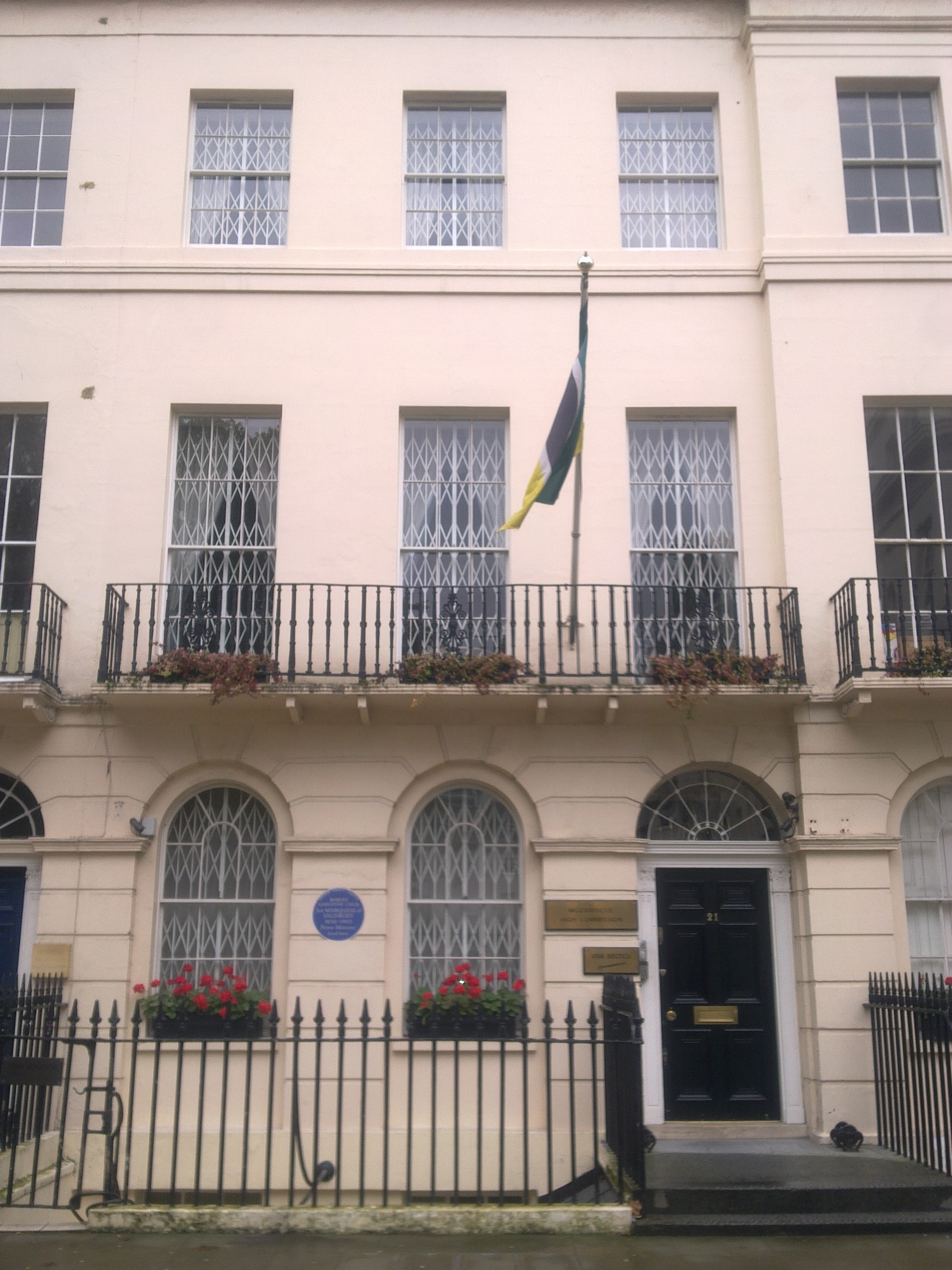
Haute commission à Londres.
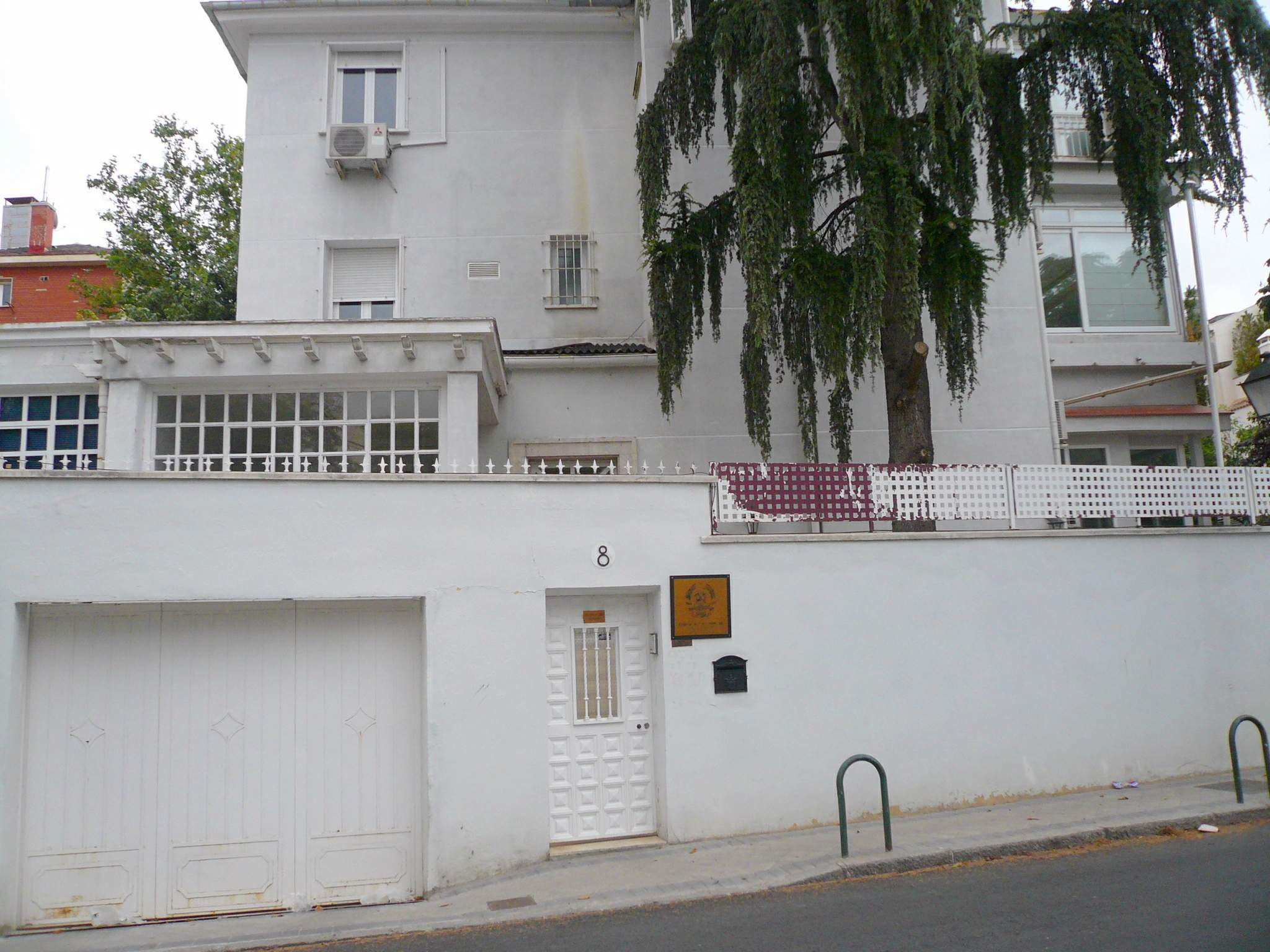
Ambassade à Madrid.
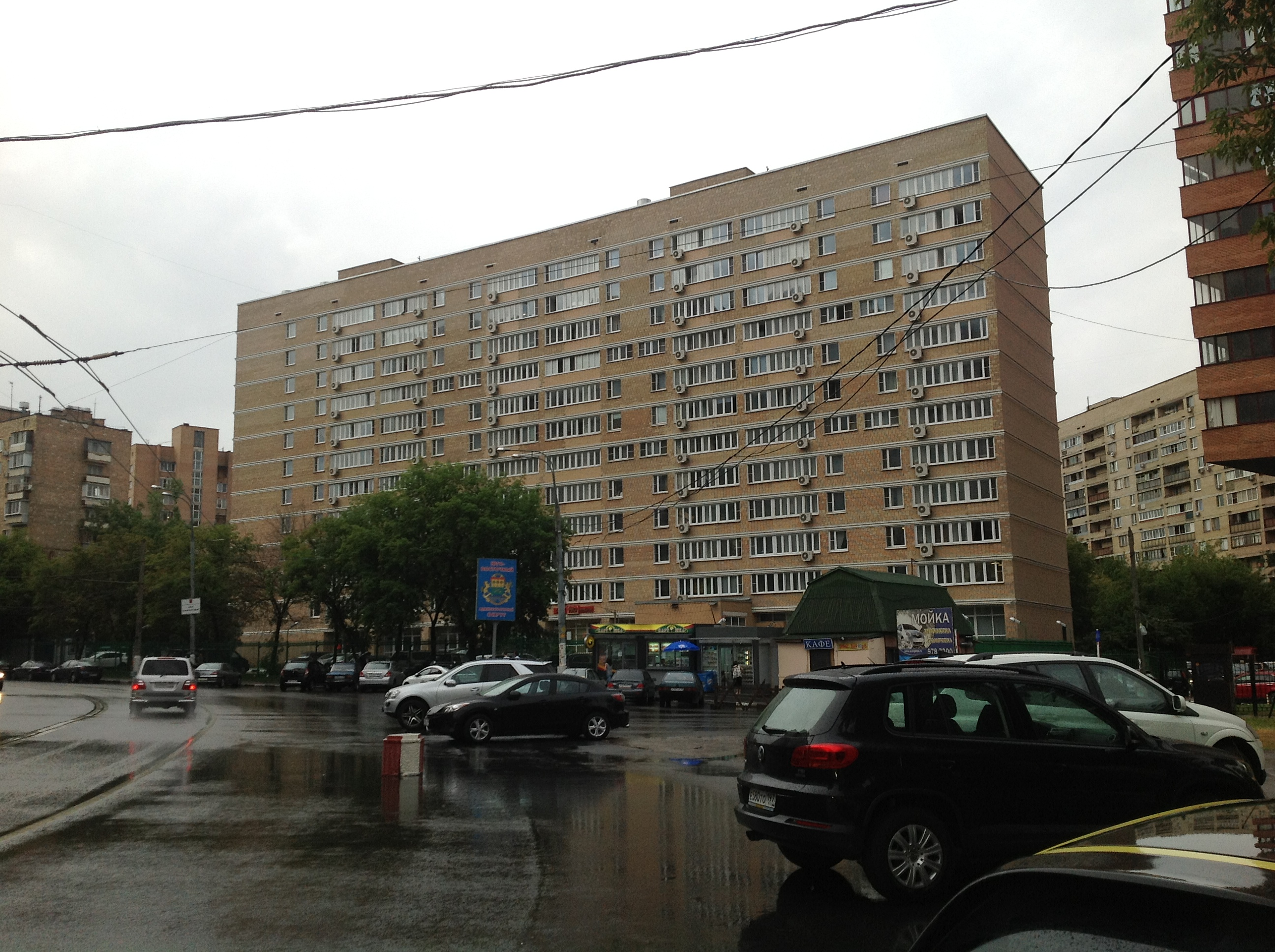
Ambassade à Moscou.
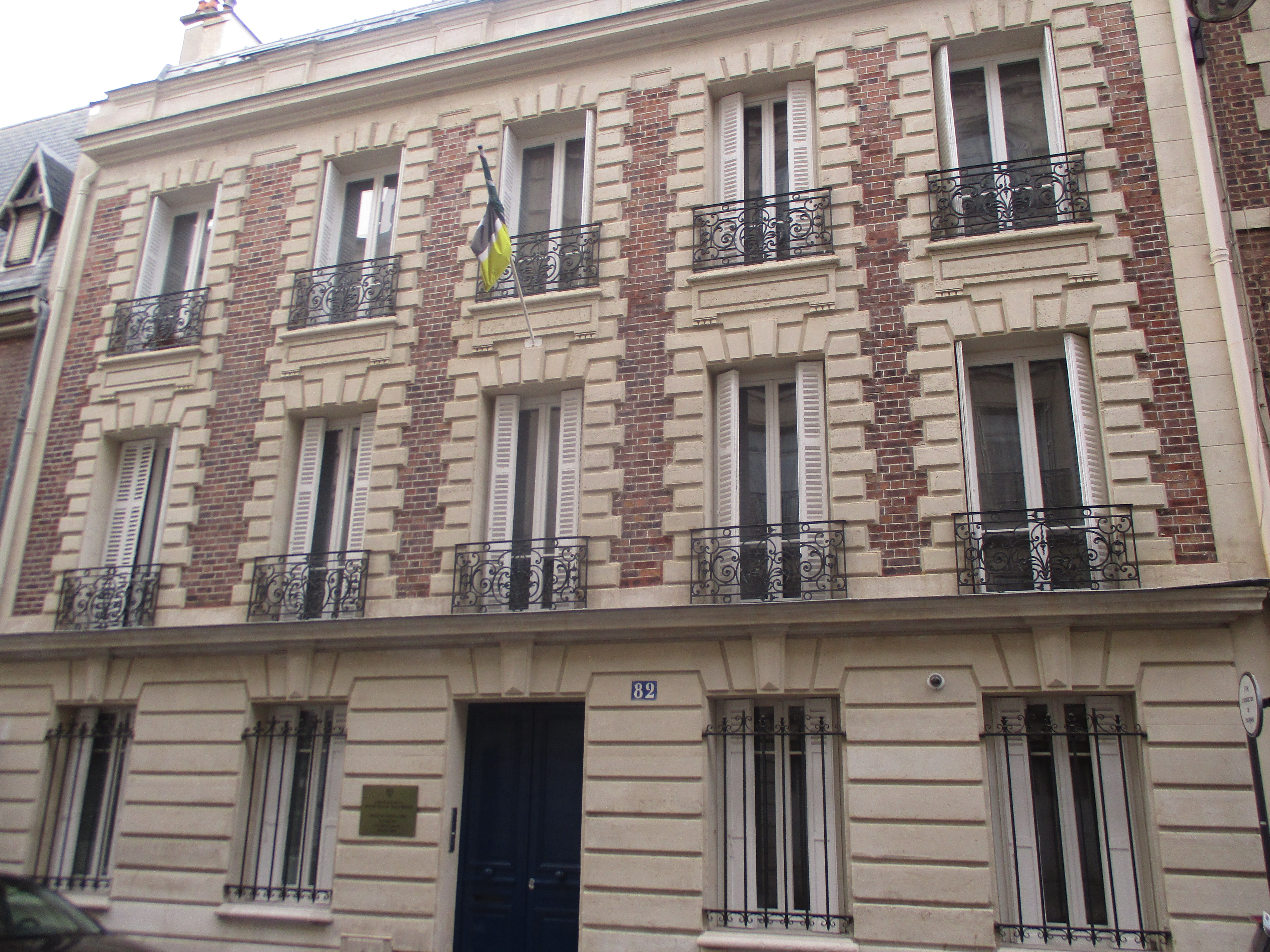
Ambassade à Paris.
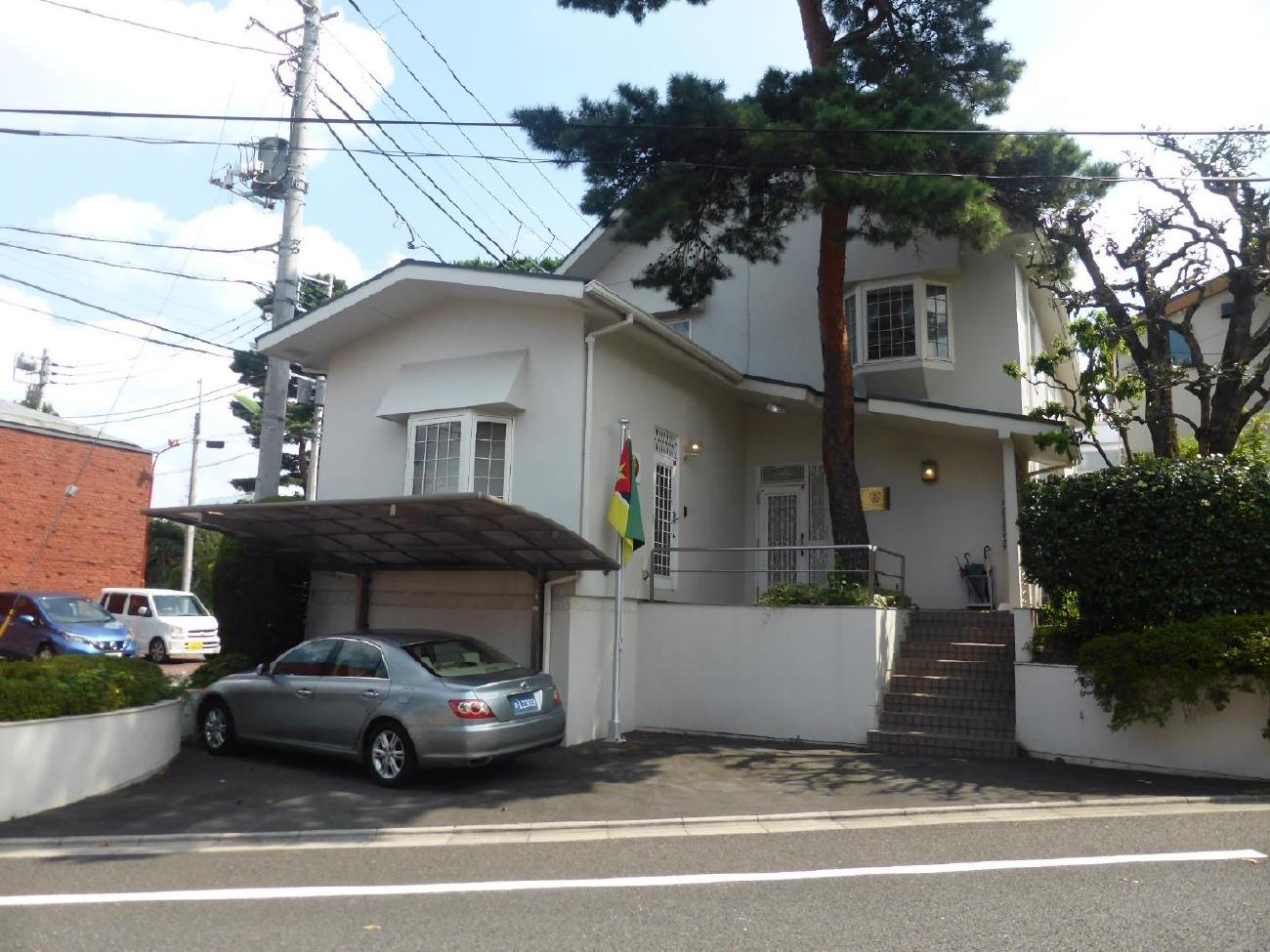
Ambassade à Tokyo.
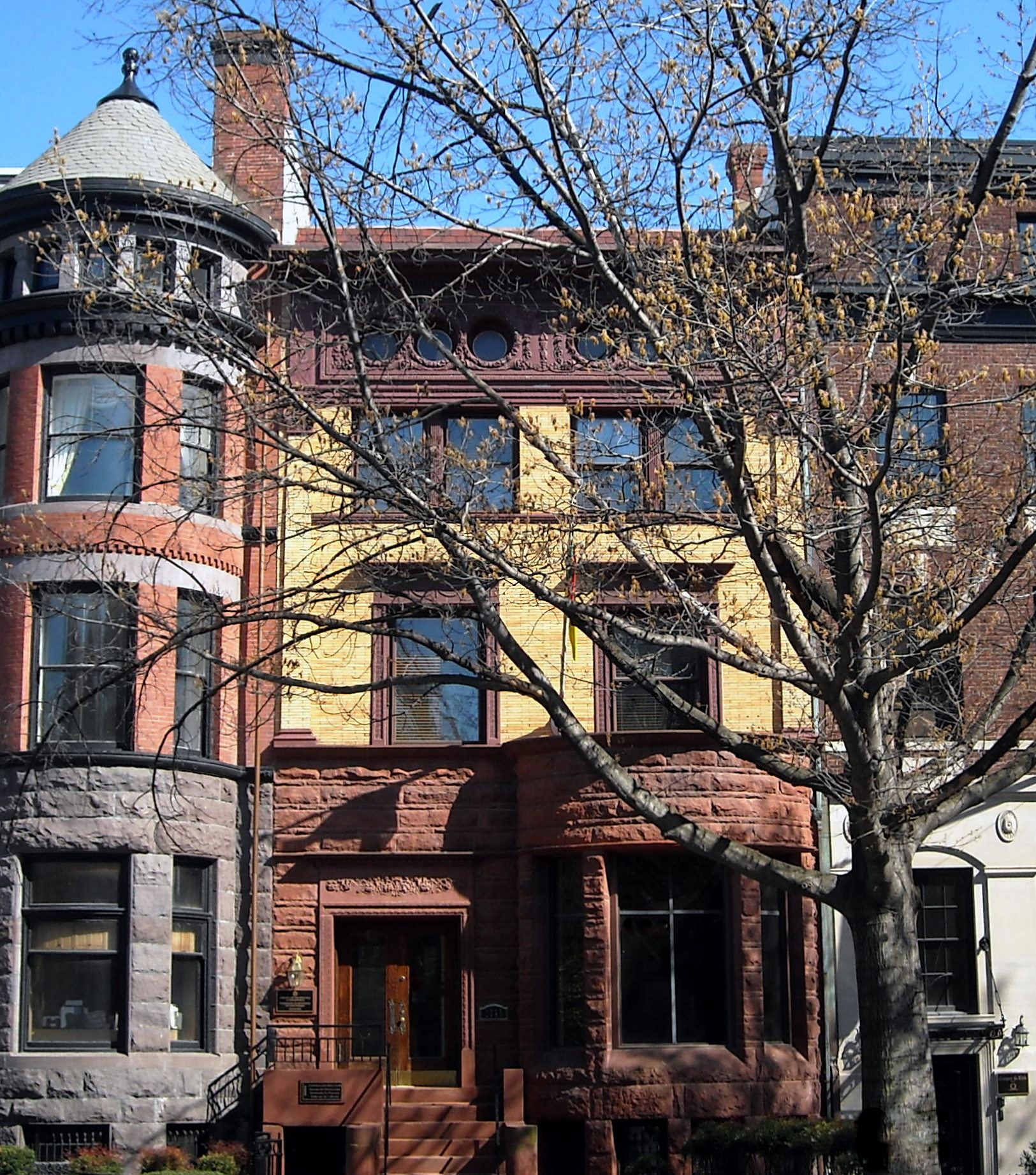
Ambassade à Washington.